# Varreddes
Varreddes és un municipi francès, situat al departament de Sena i Marne i a la regió de Illa de França. L'any 2007 tenia 1.872 habitants.
Forma part del cantó de Claye-Souilly, del districte de Meaux i de la Comunitat d'aglomeració del Pays de Meaux.

## Demografia

### Població
El 2007 la població de fet de Varreddes era de 1.872 persones. Hi havia 673 famílies, de les quals 160 eren unipersonals (52 homes vivint sols i 108 dones vivint soles), 196 parelles sense fills, 293 parelles amb fills i 24 famílies monoparentals amb fills.
La població ha evolucionat segons el següent gràfic:
Habitants censats

### Habitatges
El 2007 hi havia 752 habitatges, 685 eren l'habitatge principal de la família, 21 eren segones residències i 46 estaven desocupats. 658 eren cases i 92 eren apartaments. Dels 685 habitatges principals, 553 estaven ocupats pels seus propietaris, 115 estaven llogats i ocupats pels llogaters i 16 estaven cedits a títol gratuït; 9 tenien una cambra, 46 en tenien dues, 106 en tenien tres, 191 en tenien quatre i 332 en tenien cinc o més. 534 habitatges disposaven pel capbaix d'una plaça de pàrquing. A 343 habitatges hi havia un automòbil i a 282 n'hi havia dos o més.

### Piràmide de població
La piràmide de població per edats i sexe el 2009 era:
| Homes | Edats   | Dones |
| ----- | ------- | ----- |
| 0     | 95 o +  | 0     |
| 0     | 90 a 94 | 4     |
| 12    | 85 a 89 | 20    |
| 4     | 80 a 84 | 0     |
| 8     | 75 a 79 | 16    |
| 32    | 70 a 74 | 32    |
| 36    | 65 a 69 | 28    |
| 40    | 60 a 64 | 48    |
| 44    | 55 a 59 | 72    |
| 76    | 50 a 54 | 84    |
| 64    | 45 a 49 | 60    |
| 60    | 40 a 44 | 80    |
| 52    | 35 a 39 | 48    |
| 76    | 30 a 34 | 64    |
| 72    | 25 a 29 | 72    |
| 52    | 20 a 24 | 64    |
| 80    | 15 a 19 | 52    |
| 48    | 10 a 14 | 64    |
| 72    | 5 a 9   | 36    |
| 44    | 0 a 4   | 52    |

## Economia
El 2007 la població en edat de treballar era de 1.181 persones, 910 eren actives i 271 eren inactives. De les 910 persones actives 846 estaven ocupades (439 homes i 407 dones) i 64 estaven aturades (23 homes i 41 dones). De les 271 persones inactives 82 estaven jubilades, 132 estaven estudiant i 57 estaven classificades com a «altres inactius».

### Ingressos
El 2009 a Varreddes hi havia 697 unitats fiscals que integraven 1.833 persones, la mediana anual d'ingressos fiscals per persona era de 22.962 €.

### Activitats econòmiques
Dels 71 establiments que hi havia el 2007, 1 era d'una empresa extractiva, 2 d'empreses alimentàries, 2 d'empreses de fabricació de material elèctric, 2 d'empreses de fabricació d'altres productes industrials, 14 d'empreses de construcció, 14 d'empreses de comerç i reparació d'automòbils, 5 d'empreses de transport, 7 d'empreses d'hostatgeria i restauració, 2 d'empreses immobiliàries, 9 d'empreses de serveis, 10 d'entitats de l'administració pública i 3 d'empreses classificades com a «altres activitats de serveis».
Dels 24 establiments de servei als particulars que hi havia el 2009, 1 era una oficina de correu, 3 tallers de reparació d'automòbils i de material agrícola, 1 paleta, 4 guixaires pintors, 2 fusteries, 2 lampisteries, 3 electricistes, 1 empresa de construcció, 2 perruqueries, 4 restaurants i 1 agència immobiliària.
Dels 6 establiments comercials que hi havia el 2009, 1 era una botiga de més de 120 m², 1 una botiga de menys de 120 m², 1 una fleca, 1 una peixateria, 1 una llibreria i 1 una joieria.
L'any 2000 a Varreddes hi havia 6 explotacions agrícoles.

## Equipaments sanitaris i escolars
L'únic equipament sanitari que hi havia el 2009 era una farmàcia.
El 2009 hi havia 1 escola maternal integrada dins d'un grup escolar amb les comunes properes formant una escola dispersa i 1 escola elemental integrada dins d'un grup escolar amb les comunes properes formant una escola dispersa.

## Poblacions properes
El següent diagrama mostra les poblacions més properes.